# Sajómercsei vár
A sajómercsei vár mára elpusztult vár az Upponyi-hegység északi lejtőjén, Sajómercse közelében.

## Elhelyezkedése
A vár a falu központjától kb. két kilométerre délkeletre fekszik a Várhegynek vagy Koloska-tetőnek nevezett 378 méter magas kiemelkedésen.

## Története
A várról a fennmaradt oklevelek nem tesznek említést. Első említése csak 1864-ből származik. Területén korongolt, benyomott egyenesekkel díszített kerámiatöredékek kerültek elő, ám ezek nem elegendőek a maradványok datálásához.

## Feltárása
A várat régészeti ásatás még nem tárta fel. Elsőként Dobosy László írta le és készítette el vázlatos felmérését.

## Leírása
A nyugatról és délről meredek orom, melyen a vár fekszik, kelet felől egy letörés után lankásabb lefutásban folytatódik. Északi oldala egy keskeny gerinccel kapcsolódik a Marcsei-völgyet határoló vonulathoz.
Területén falak nem maradtak fenn. A vár központjánál 7–9 méterrel alacsonyabban a terület kétharmadát egy mesterséges árok veszi körbe. Az árok a könnyebben támadható északi oldalon a legmélyebb. Az itt húzódó gerincet az árokkal átvágták, mögé a kiszedett földből sáncot emeltek. Ahol hiányzik, ott egy terasz található, mely valószínűleg az árok utólagos feltöltésével készült. A vár központja 26x9 méter, alakja lekerekített sarkú téglalapra emlékeztet.
A vár északi oldalában egy öt és egy nyolc méter hosszú alagút indul a központ felé, utóbbi öt méter után kétfelé ágazik. Az alagutak előtt az árok a kiszedett földdel van feltöltve. Ezek valószínűleg egykori kincskeresők járatai.